# RTL Petit Matin
 (mai 2019).
Si vous disposez d'ouvrages ou d'articles de référence ou si vous connaissez des sites web de qualité traitant du thème abordé ici, merci de compléter l'article en donnant les références utiles à sa vérifiabilité et en les liant à la section « Notes et références ».
RTL Petit Matin est une pré-matinale présentée par Jérôme Florin, la semaine, et par Vincent Perrot ou Stéphane Carpentier, le week-end.

## Historique
La moyenne d'audience durant l'année 2013-2014 est de 14,2 %[réf. nécessaire].
Le 7 juillet 2017, Stéphane Carpentier a présenté sa dernière matinale, ne rempilant pas la saison suivante puisque c'est Julien Sellier qui reprend la pré-matinale, mais restant sur RTL.

## Présentation et chroniqueurs

### Présentation

#### En semaine
Le week-end, la pré-matinale est confiée successivement, depuis 2006:
- rentrée 2006 - juillet 2011 - Denis Giorlami
- septembre 2011 - 7 juillet 2017 : Stéphane Carpentier
- 28 août 2017 - 2 juillet 2021 : Julien Sellier
- À partir du 23 août 2021 : Jérôme Florin

Les remplacements sont assurés par Dominique Tenza ou Olivier Boy.
L'été, l'émission est diffusée de 5h à 7h.

#### Week-end
Le week-end, la pré-matinale est confiée successivement, depuis 2015:
- rentrée 2015 - décembre 2019 et depuis le 27 août 2021: Vincent Perrot
- 11 janvier 2020 -  20 juin 2021 : Christophe Pacaud

### Chroniqueurs
- Cyprien Cini
- Guillemette Franquet
- Florian Gazan
- Christine Haas
- Aline Perraudin
- Vincent Perrot
- Alba Ventura
- Martial You

### Durant l'été
Durant les étés 2007,2008, 2009 et 2010, Remy Jounin présente l'émission. Durant les étés 2011 et 2012,Evelyne Thomas reprend le flambeau suivi d'Alexandre Devoise en 2013 et 2014. En 2015 et 2016, il est remplacé par Christophe Beaugrand , qui intervenait alors dans Les Grosses Têtes version Laurent Ruquier. Durant l'été 2017, Miguel Derennes présentait l'émission.
Durant l'été 2018, les week-end verront l'animatrice Stéphanie Loire prendre les commandes de la pré-matinale.